# 胡文奎
胡文奎（1484年—？年），字汝章，湖广衡州府耒陽縣人，匠籍。

## 生平
治《書經》，由國子生中式癸酉科（1513年）湖廣鄉試第十五名舉人，年四十歲中式嘉靖二年（1523年）癸未科會試第二百九名，第二甲第一百二十名進士。

## 家族
曾祖胡子榮。祖父胡政。父胡璉，贈户部主事。母陳氏，封安人。永感下。兄胡文玉、胡文璧（按察使）、文亶（義官）。